# Prasanna Amarasekara
Prasanna Sampath Amarasekara (né le 21 mars 1981) est un athlète sri-lankais, spécialiste du 400 mètres.

## Biographie
Il remporte la médaille d'or du 400 mètres lors des Championnats d'Asie 2007 et décroche deux autres titres continentaux sur 4 × 400 m en 2002 et 2003.

### Palmarès
| Date | Compétition              | Lieu      | Résultat | Épreuve   | Performance   |
| ---- | ------------------------ | --------- | -------- | --------- | ------------- |
| 2002 | Championnats d'Asie      | Colombo   | 1er      | 4 × 400 m | 3 min 03 s 35 |
| 2002 | Jeux asiatiques          | Busan     | 3e       | 4 × 400 m | 3 min 04 s 37 |
| 2003 | Championnats d'Asie      | Manille   | 1er      | 4 × 400 m | 3 min 03 s 05 |
| 2005 | Championnats d'Asie      | Incheon   | 2e       | 400 m     | 46 s 48       |
| 2005 | Championnats d'Asie      | Incheon   | 2e       | 4 × 400 m | 3 min 04 s 12 |
| 2007 | Jeux asiatiques en salle | Macao     | 2e       | 400 m     | 47 s 09       |
| 2007 | Jeux asiatiques en salle | Macao     | 2e       | 4 × 400 m | 3 min 11 s 29 |
| 2007 | Championnats d'Asie      | Amman     | 1er      | 400 m     | 46 s 71       |
| 2007 | Jeux mondiaux militaires | Hyderabad | 3e       | 400 m     | 46 s 48       |

### Records
| Épreuve | Performance | Lieu    | Date        |
| ------- | ----------- | ------- | ----------- |
| 400 m   | 45 s 47     | Colombo | 4 juin 2005 |